# Ana Flora
Ana Flora, pseudonimo di Ana Maria Florentino Dos Santos (Pernambuco, ...), è una cantante brasiliana.

## Biografia
La carriera artistica di Ana Flora è iniziata in Brasile. Scoperta nel 1996 dal noto dj produttore Altamores mentre si esibiva in un locale milanese, ha superato provini per varie cover per la Dig-It International.
Ha cantato al Festival dei Due Mondi di Spoleto: la sua esibizione non è passata inosservata, e nel 2001 è stata prodotta da Franco Tanasi, dj e musicista. Ha così potuto partecipare al Festivalbar 2002 con il brano Paraiso do mundo. Il brano è stato utilizzato per gli spot Wind e per il 50º anniversario della Rai.
Nel 2004 ha raggiunto le vette delle classifiche europee con Cores.
Il 2007 l'ha vista al fianco di Mario Venuti con il singolo Fortuna, che ha anche dato il titolo al suo primo album.
Nel 2011 Ana Flora è ritornata con un nuovo album, Poetica, anticipato dal singolo A Rosinha, cantato in duetto con Fabio Concato. L'album è stato prodotto da Franco Tanasi (con lo pseudonimo di B-Fonic) e da Mario Puglisi per la FTM Records (Francesco Tanasi Management), etichetta distribuita dalla Family Affair.

## Discografia

### Album in studio
- 2007 – Fortuna
- 2011 – Poetica

### Singoli
- 2003 – Cores (ft. B-Fonic) (ReVox Music)
- 2004 – Nesse caso (ft. B-Fonic) (ReVox Music)
- 2007 – Fortuna (ft. Mario Venuti)
- 2007 – Nina Mina
- 2007 – Dal Gianicolo alle stelle (ft. Ignazio La Colla)
- 2010 – A Rosinha (ft. Fabio Concato)

### Collaborazioni
- 2002 – Paraiso do mundo, di Costarika (Virgin)
- 2006 – Fortal, di B-Fonic (Molto Recordings)
- 2010 – Fe', di B-Fonic (D:vision Records)